# Wygonowo
Wygonowo est un village de Pologne, situé dans la gmina de Boćki, dans le Powiat de Bielsk Podlaski, dans la voïvodie de Podlachie.
Selon le recenssement de la commune de 1921, ont habité dans le village 267 personnes, dont 245 étaient catholiques, 17 orthodoxes, et 5 judaïques. Parallèlement, 264 habitants ont déclaré avoir la nationalité polonaise, 3 la nationalité biélorusse. Dans le village, il y avait 50 bâtiments habitables.

## Source
- (en) Cet article est partiellement ou en totalité issu de l’article de Wikipédia en anglais intitulé « Wygonowo » (voir la liste des auteurs).